# Фатерланд (роман)
«Фатерланд» (англ. Fatherland — «Отечество») — роман-триллер английского писателя Роберта Харриса вышедший 1992 году. Действие романа происходит в 1964 году альтернативной истории после победы нацистской Германии во Второй мировой войне. Роман немедленно стал бестселлером Британии. Было продано 3 миллиона экземпляров, роман переведён на 25 языков. По роману в 1994 году снят одноимённый фильм.

## Победа Германии во Второй мировой войне

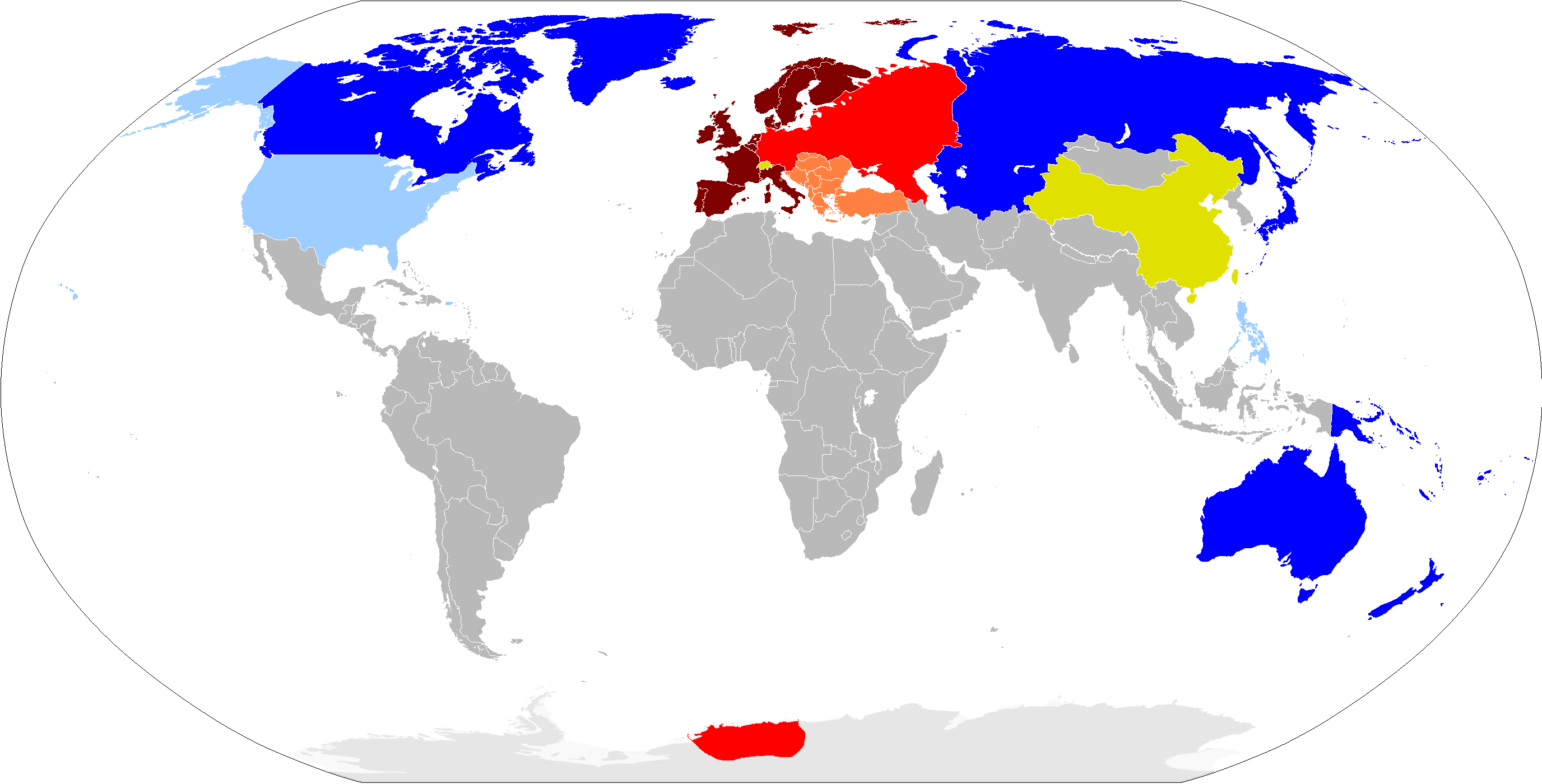
Мир 1964 года в романе «Фатерланд»

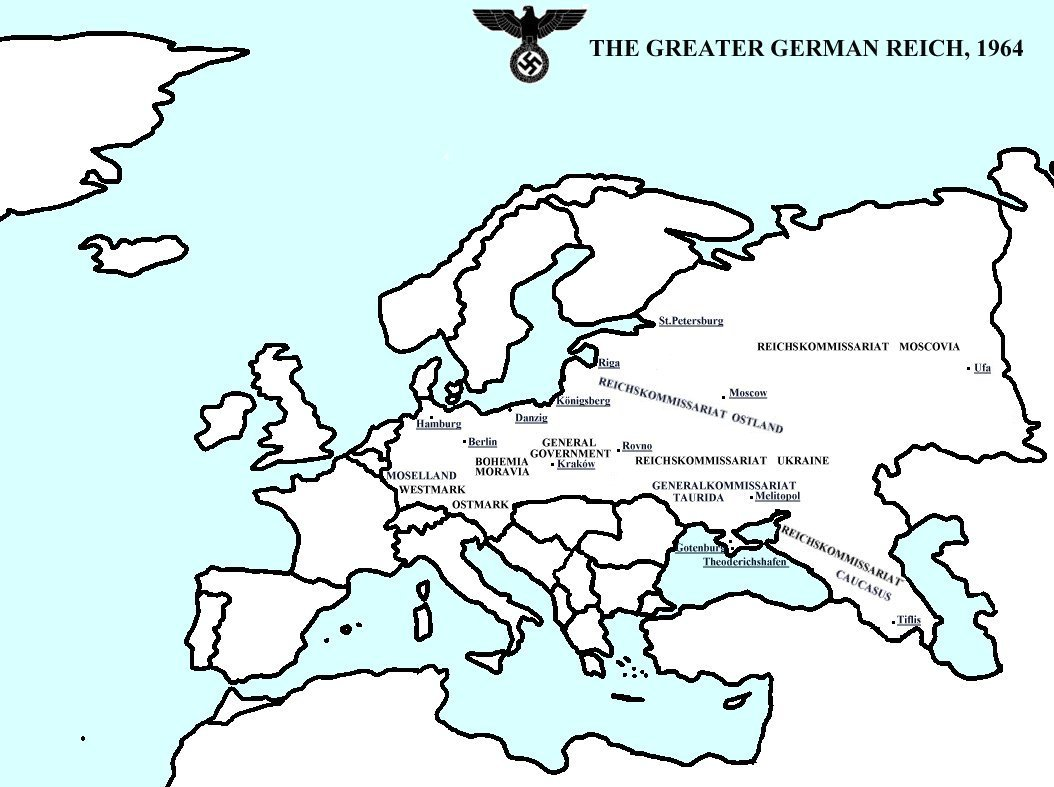
Европа 1964 года в романе «Фатерланд»

В 1942 году наступление вермахта на юге отрезает СССР от кавказской нефти и в следующем, 1943 году Германия одерживает победу на восточном фронте, захватив советскую территорию до Урала. Советы не складывают оружие, продолжаются ожесточённые бои, которым не видно конца, линия фронта проходит в Свердловской области, столицей СССР становится Омск, а США продолжают его союзническую поддержку финансами и вооружениями.
Германская контрразведка узнаёт об успешной расшифровке британскими криптографами шифров Энигмы, и немецкие вооружённые силы радикально изменяют системы шифрования. В 1944 году операция «Оверлорд» закончилась провалом, что приводит к капитуляции Великобритании, руководство которой бежало в Канаду. Рейх оккупирует Австрию, Чехословакию, Польшу, Прибалтику, всю европейскую территорию СССР, где создаёт рейхскомиссариаты Остланд, Украина, Московия, Кавказ, а также коммисариат Таврия. Изнутри Рейх терзают партизаны и террористы.
В Западной Европе Германия вынуждает 12 стран заключить Римский договор, согласно которому создаётся европейский торговый блок с германской политической и экономической гегемонией над государствами-сателлитами. США одерживают победу над Японией, использовав атомные бомбы.
Рейх и США стали сверхдержавами, обладающими атомным оружием, а также космонавтикой. Германия демонстративно взорвала над Нью-Йорком в 1946 году межконтинентальную ракету A-9/A-10 «Фау-3» без боеголовки для принуждения США к перемирию, что приводит к ядерному пакту между двумя державами и тупику в отношениях. Руководству рейха удаётся скрыть истребление миллионов евреев — официальная нацистская пропаганда сообщает, что евреи были перевезены на Восток.
В 1964 году в Берлине Рейх готовится к празднованию 75-летия Адольфа Гитлера и подписанию мирного договора между Германией и США, для чего впервые за долгие годы должен состояться визит президента США Джозефа Кеннеди.

## Описание сюжета
Главный герой романа следователь криминальной полиции СС Ксавьер Марш приезжает на вызов: курсант СС Йост обнаружил утопленника. Марш начинает расследование. Выясняется, что погибший — отставной партийный чиновник Йозеф Булер. Проигнорировав указание гестапо прекратить следствие, Марш обыскивает дом Булера на острове Шваненвердер и догадывается, что его смерть не была случайной. Он едва не сталкивается с офицерами гестапо под командой обергруппенфюрера Одило Глобочника (Глобуса), приехавшего на остров. Марш выводит на чистую воду Йоста. Йост признаётся, что видел, как Глобус и его люди бросили тело Булера на берегу озера. В записной книжке Булера Марш находит имена Вильгельма Штукарта и Мартина Лютера и узнаёт, что один недавно застрелился, а другой скрылся в неизвестном направлении. Марш допрашивает американскую журналистку Шарлотт Магуайр (в др. пер. Шарлет Мэгуайр), обнаружившую тело Штукарта, и понимает, что это тоже было убийство. Марш, Шарлотт, взломщик сейфов Штифель и друг Марша Макс Йегер обыскивают квартиру Штукарта и находят в сейфе ключ от ячейки швейцарского банка. Прибывшие гестаповцы задерживают Марша и Йегера, но Шарлотт и Штифель скрываются.
Гестаповцы привозят Марша в дом Булера и показывают ему и его шефу Артуру Небе хранилище награбленных Булером произведений искусства. Небе заявляет Маршу, что Глобус накопил компромат против Марша и собирается его арестовать, однако Небе уговорил главу РСХА рейхсфюрера Гейдриха дать Маршу отсрочку на три дня. Марш и Шарлотт летят в нейтральную Швейцарию, где, обыскав сейф Штукарта, находят картину Леонардо да Винчи. Шарлотт признаётся Маршу, что перед своей гибелью Штукарт вступил с ней в переговоры, прося убежища в США в обмен на сенсационный материал. Марш и Шарлотт становятся любовниками.
Марш догадывается, что в начале января 1942 года произошло важное событие, объединившее Булера, Штукарта и Лютера. Перерыв архивы вместе со своим сослуживцем Хальдером, находит сведения о некой конференции в Ванзее. Гестапо уже успело изъять часть документов, но Хальдер и Марш находят и другие. Пропавший Лютер выходит на связь с Шарлотт, прося убежища взамен на некую тайну рейха, однако на месте встречи его убивают. Марш догадывается, что Лютер летал в Швейцарию и, увидев тотальный обыск в аэропорту, избавился от своего чемоданчика. Глава службы безопасности аэропорта Фридман, бывший сослуживец Марша, находит и отдаёт ему чемоданчик. В нём находятся полные материалы по конференции в Ванзее и отчёт Лютера о визите в лагерь смерти Аушвиц. Четверо участников конференции: Критцингер, Булер, Штукарт и Лютер, опасаясь за свою жизнь, собрали компромат, но гестапо истребило их всех перед предстоящим визитом в рейх президента США Джозефа Кеннеди. Операцией по ликвидации следов руководил Глобус, сам строивший лагеря смерти в Люблине.
Марш и Шарлотт договариваются бежать в Швейцарию, но Марша задерживает гестапо, когда он приходит проститься с сыном. Пытки Глобуса не могут сломать Марша. Понимая, что надо побыстрее задержать Шарлотт, Небе отпускает искалеченного Марша, его увозит Йегер. Марш разоблачает Йегера, который всё время и выдавал его гестапо, и требует отвезти его в Аушвиц, чтобы отвлечь гестапо и дать Шарлотт возможность перейти границу с Швейцарией. На месте бараков он находит сотни кирпичей, оставшихся после взрыва. Группа гестаповцев следует за ним, и Марш с пистолетом в руках уходит в рощу.

## Выпуск
- 1992, Великобритания, Hutchinson (ISBN 0-09-174827-5), дата публикации 7 мая 1992, переплёт (первое издание)
- 1993, Великобритания, Arrow (ISBN 0-09-926381-5), дата публикации 12 May 1993, обложка